# احمد غضنفرپور
دکتر احمد غضنفرپور (متولد ۱۳۲۱ شهرستان مبارکه، استان اصفهان ) دندانپزشک و سیاستمدار ایرانی است.

## زندگی‌نامه
در فروردین ۱۳۲۱ در یکی از روستاهای منطقه لنجانات، به نام خولنجان (زیبا شهر کنونی) به دنیا آمد. دوره دبستان را تا سال سوم ابتدایی در همان روستا گذراند. از سال چهارم به اصفهان آمد. ابتدا در دبستان پهلوی واقع در خیابان استانداری ثبت نام کرد. از سال پنجم به مدرسه هراتی که تازه تأسیس شده بود و جزو مدارس نمونه معروف بود رفت. بعد از دریافت دیپلم، جهت ادامه تحصیل به پاریس عزیمت کرد و در رشته دندانپزشکی مشغول تحصیل شد. همزمان به فعالیت‌های سیاسی روی آورد. در سال پنجم دندانپزشکی که دروس تحصیلی کمی سبکتر شده بود، مسئولیت خانه ایران که به تازگی در کوی دانشگاه تشکیل شده بود را برعهده گرفت و برای نخستین بار بحث آزاد را در اروپا پایه‌گذاری کرد و مورد غضب دستگاه حاکمه قرار گرفت.
در پی این موضوع، به مدت ۱۱ سال ممنوع الورد به کشور شد. در پی بالا گرفتن قیام مردم ایران در سال ۱۳۵۷ و ورود آیت الله خمینی به پاریس، فعالیت های سیاسی در پاریس بالا گرفت و در تمام مدتی که خمینی در پاریس بود، همراه با او بود.
پس از آن به همراه روح الله خمینی به ایران آمد. پس از پیروزی انقلاب، مدتی عضو شورای سرپرستی صدا و سیما بود. در همان زمان، نماینده دور اول مجلس شورای اسلامی شد و مدت یکسال و چند ماه در مجلس حضور داشت.
بعد از زندان، به اصفهان آمد و به طبابت در همان رشته دندانپزشکی مشغول شد. همزمان با کار طبابت، به امور پژوهشی هم روی آورد.
حاصل این پژوهش‌ها، کتابی است به نام «خردورزی و بصیرت علم آینده» که بخشی از آن به انحرافات انقلابها، از زمان ارسطو و دیگر مشائیان بعد از او می‌پردازد؛ و دیگری خاطرات خود او اززمان کودکی تا دوران پس از آزادی از زندان است. در حال حاضر بخشی از این خاطرات با عنوان «نوفل لوشاتو در صدر اخبار جهان» در ماهنامه چشم‌انداز ایران در حال انتشار است.
وی نماینده اولین دوره مجلس شورای اسلامی از حوزه انتخابیه شهرستان لنجان بود. او در انتخابات اولین دوره مجلس مورد حمایت دفتر هماهنگی ریاست جمهوری ابوالحسن بنی صدر قرار گرفت. همچنین او عضو شورای مرکزی جبهه ملی ایران بود.

## خواندن بیانیه بنی صدر و زندانی شدن
بیانیه که در ۲۲ خرداد نوشته شده بود توسط مطبوعات منتشر نشد؛ پس غضنفرپور نماینده طرفدار بنی صدر در ۲۴ خرداد ۱۳۶۰ به جای نطق پیش از دستور خود، آن را در مجلس خواند که باعث شلوغ شدن مجلس و درگیری وی و سلامتیان با یک سپاهی و اسلحه کشی در خارج از مجلس شد پس از آن راهی اوین شد و در نهایت، مورد عفو روح الله خمینی قرار گرفت.

## پیشینه سیاسی
غضنفرپور از اعضای جبهه ملی ایران بود و در دوره‌های جبهه ملی دوم عضو سازمان دانش جویی جبهه ملی فعالیت می‌کرد. سپس به پاریس رفته در آنجا ضمن تحصیل به فعالیت سیاسی پرداخت. نخستین رهبر ایران بعد از انقلاب در ابتدای ورود به پاریس با راهنمایی صادق قطب‌زاده در منزل احمد غضنفرپور اقامت گزید. غضنفرپور در روز ۳۰ خردادماه در جلسه بررسی طرح عدم کفایت سیاسی ابوالحسن بنی صدر از حضور در جلسه علنی مجلس خودداری کرد. او چند روز بعد دستگیر شد و در روز دوشنبه ۱۷ اسفند ماه ۶۰ سیمای جمهوری اسلامی اعترافاتش را پخش کرد. غضنفرپور بعد از مدتی از زندان آزاد شد و از فعالیت‌های سیاسی کناره‌گیری کرد.

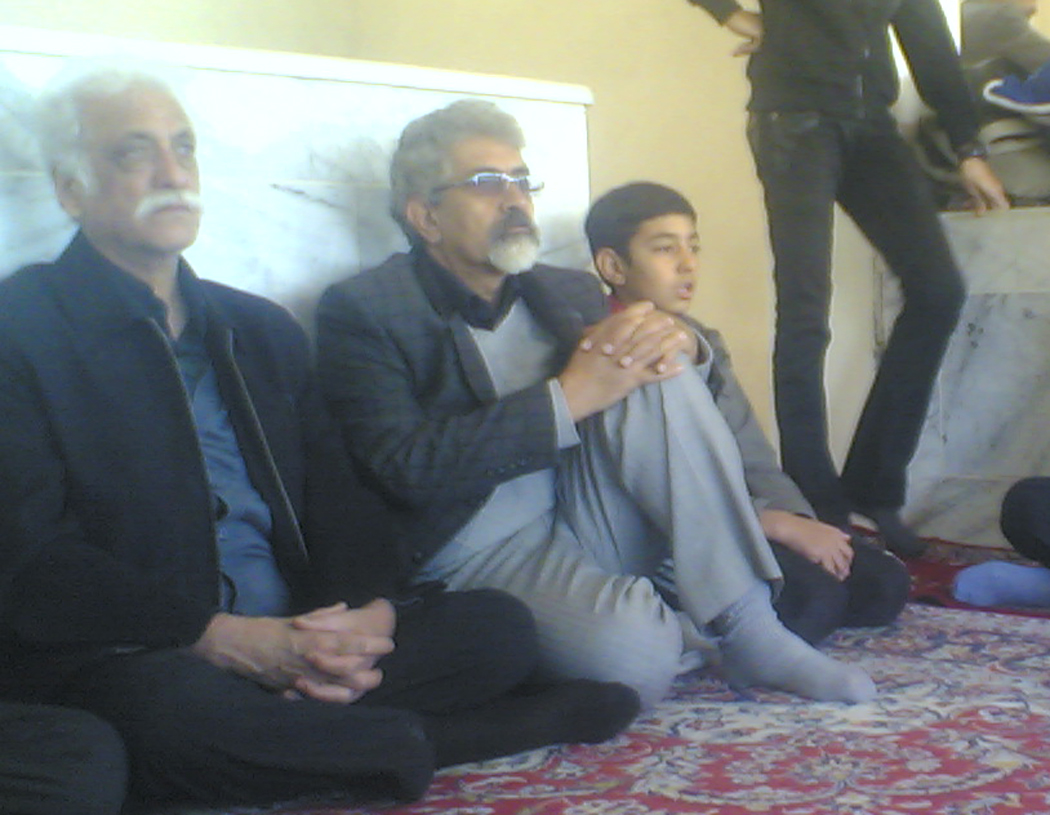
دکتر احمد غضنفرپور نفر سمت چپ حضور در مراسم روز عاشورا حسینیه اعظم محله خولنجان شهر زیباشهر